# Ugrinovački put
L'Ugrinovački put (en serbe cyrillique : Угриновачки пут) est situé à Belgrade, la capitale de la Serbie, dans la municipalité de Zemun.
En serbe, Ugrinovački put signifie « la route d'Ugrinovci ».

## Parcours
L'Ugrinovački put naît à la hauteur du Dobanovački put, tout près de la jonction de cette voie avec l'autoroute de Novi Sad. Il s'oriente vers le nord-ouest et croise sur sa gauche les rues Hemingvejeva, Abebe Bikile, Servantesova, Juga Grizelja, Slobodana Đurića et Liljane Krstić. Il se termine à la hauteur de la rue Male pruge qui en constitue le prolongement.

## Transports
L'Ugrinovački put est desservi par la ligne de bus 81 (Novi Beograd Pohorska – Ugrinovački put – Altina I) de la société GSP Beograd.